# Francis O'Gorman
 (novembre 2023).
Si vous disposez d'ouvrages ou d'articles de référence ou si vous connaissez des sites web de qualité traitant du thème abordé ici, merci de compléter l'article en donnant les références utiles à sa vérifiabilité et en les liant à la section « Notes et références ».
Francis O'Gorman (1967-2024) est professeur de littérature victorienne et professeur invité à l'université de Lancaster.

## Biographie
Né le 21 septembre 1967, Francis O'Gorman est d'origine irlandaise et anglaise. Il obtient son doctorat au Lady Margaret Hall de l'université d'Oxford.
Il enseigne ensuite la littérature anglaise au Pembroke College d'Oxford, puis au Westminster College (en) d'Oxford.
De 2006 à 2016, il enseigne la littérature victorienne à l'université de Leeds.
De 2007 à 2011, il est directeur du département de littérature anglaise de l'université de Leeds.
Il est membre de la Royal Historical Society, compagnon de la Guilde de Saint-Georges (en).
Le 11 avril 2024, le professeur O'Gorman meurt d'un cancer.

## Publications

### Originales en anglais
- (en) Victorian Poetry : An Annotated Anthology, Wiley-Blackwell, coll. « Blackwell Annotated Anthologies », 2004, 736 p. (ISBN 978-0-631-23436-4)
- (en) The Cambridge Companion to Victorian Culture, Cambridge (GB), Cambridge University Press, coll. « Cambridge Companions to Culture », 2010, 309 p. (ISBN 978-0-521-71506-5)
- (en) Worrying : A Literary and Cultural History, Continuum Publishing Corporation, 2015, 192 p. (ISBN 978-1-4411-5129-2)
- (en) Late Ruskin : New Contexts, Routledge, coll. « The Nineteenth Century Series », 2017, 192 p. (ISBN 978-1-138-63543-2)
- (en) Forgetfulness : Making the Modern Culture of Amnesia, New York, Bloomsbury Academic, 2017, 185 p. (ISBN 978-1-5013-2469-7)

### Traductions en français
- La mémoire perdue [« Forgetfulness: Making the Modern Culture of Amnesia »], Éditions du Rocher, 2020, 248 p. (ISBN 978-2268103495)